# Order Przyjaźni (Wietnam)
Order Przyjaźni (wiet. Huân chương Hữu nghị) – państwowe odznaczenie Socjalistycznej Republiki Wietnamu nadawane cudzoziemcom za znaczący wkład w budowanie, utrwalanie i rozwijanie przyjaźni pomiędzy Wietnamem a innymi krajami. Jest najniższym spośród wietnamskich orderów i nie dzieli się na klasy.

## Ustanowienie
Order Przyjaźni został ustanowiony przez Stały Komitet Zgromadzenia Narodowego Wietnamu 28 stycznia 1977 roku jako nagroda dla zagranicznych organizacji i cudzoziemców, którzy udzielili pomocy Wietnamczykom w stawianiu oporu Stanom Zjednoczonym podczas wojny, za wkład w ratowaniu, obronie i budowaniu państwa lub za aktywne zaangażowanie w rozwijanie przyjaźni z Wietnamem. Obecne zasady nadawania reguluje ustawa z dnia 26 listopada 2003 roku, która weszła w życie 1 lipca 2004 roku. Na jej mocy order nadaje prezydent. Kandydatury do przyznania orderu prezydentowi przedstawia premier na wniosek ministra, szefa agencji rządowej, prezesa Najwyższego Sądu Ludowego, prokuratora generalnego, przewodniczącego centralnej agencji, szefa organizacji społecznej lub prowincjonalnego Komitetu Ludowego. Order nadawany jest cudzoziemcom oraz zagranicznym organizacjom wnoszącym wielki wkład w tworzenie i rozwój społeczno-gospodarczy Wietnamu, jego bezpieczeństwa oraz obronności, mającym osiągnięcia w umacnianiu przyjaznych stosunków i współpracy w dziedzinie polityki, gospodarki, obronności, bezpieczeństwa, dyplomacji, nauki, techniki, technologii, ochrony środowiska i kultury między Wietnamem a innymi krajami, regionami, organizacjami zagranicznymi i międzynarodowymi.

## Odznaka
Początkowo odznakę orderu stanowiła pięcioramienna wielopromienna gwiazda z okrągłą tarczą. Pośrodku tarczy umieszczone były dwie dłonie w uścisku, nad którymi górowała pięcioramienna gwiazda na pokrytym czerwoną emalią tle. Pod dłońmi umieszczony był fragment globu z widocznym podziałem południkowym i równoleżnikowym, którego pola pokryte byle białą emalią. Całość otoczona była z dwóch stron kłosami zboża spiętymi u dołu wstęgą z pokrytym czerwoną emalią napisem ułożonym w dwóch rzędach, przy czym górny był zapisany mniejszą czcionką: HUÂN CHƯƠNG oraz HỮU NGHỊ . Odznaka zawieszana była na czerwonej wstążce orderowej z dwoma żółtymi paskami wzdłuż boków, zawiązywaną na modę rosyjską. 
W ramach przeprowadzonej reformy w 2006 roku zmieniono wygląd orderu. Od tego momentu odznaka wykonywana jest z brązu pokrytego warstwą złota i stopu niklu i kobaltu. Przedstawia złotą pięcioramienną gwiazdę z kwiatami lotosu między ramionami oraz umieszczoną na niej okrągłą tarczą obramowaną otokiem. Pośrodku tarczy znajdują się złote dłonie w uścisku, za którymi widnieje kula ziemska ze złotymi południkami i równoleżnikami, zaś poniżej umieszczony był złoty napis VIỆT NAM. Tło pokryte jest czerwoną emalią. W otoku na górze umieszczony jest pokryty czerwoną emalią napis: HUÂN CHƯƠNG HỮU NGHỊ, po bokach złote kłosy zboża, a na samym dole fragment koła zębatego. Odznaka zawieszana jest na pięciokątnej blaszce z brązu pokrytej warstwą złota i stopu niklu i kobaltu, na której rozciągnięta jest wykonana z jedwabiu wiskozowego wstążka orderowa w kolorze czerwonym z dwoma żółtymi paskami wzdłuż boków. W 2014 roku dokonano niewielkiej korekty w wyglądzie orderu. W miejsce fragmentu koła zębatego umieszczono czerwoną wstążką, na którą przeniesiono napis: VIỆT NAM. Zmieniono również materiał na wstążkę orderową ze sztucznego jedwabiu na poliester oraz zastąpiono dotychczasowy brąz na stal nierdzewną do wykonania blaszki usztywniającej wstążkę orderową.